# Музей природознавства (Марсель)
Музей природознавства (Марсель) (фр. Muséum d'histoire naturelle de Marseille) — музей, розташований в Марселі (Франція). Один із найбільш відвідуваних музеїв природознавства у Франції. Заснований в 1819 році Жаном-Батістом, маркізом де Монграндом і Крістофом де Вільнев-Баржемоном, префектом департаменту Буш-дю-Рон. Розташований у Палаці Лоншан у 4-му окрузі Марселя. Побудований за планом Анрі-Жака Есперандьє .

## Історія

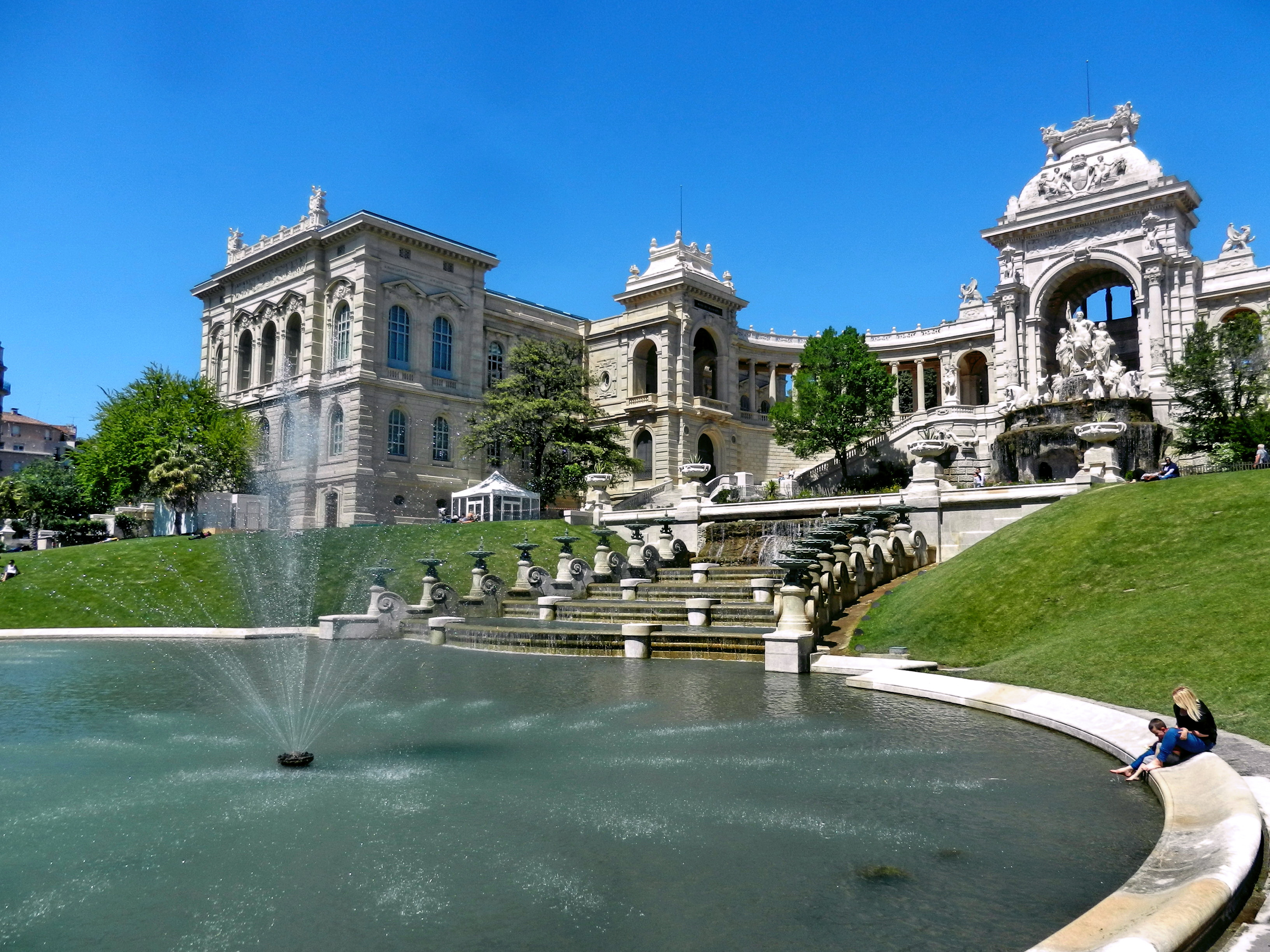
Палац Лоншан, в якому розташовані Музей природної історії та Музей образотворчих мистецтв

Музей був створений у 1819 році. Розташовувався в різних місцях, зокрема в каплиці Бернардинців, а потім у 1869 році переїхав у Палац Лоншан, разом із Музеєм образотворчих мистецтв.
Найвідомішим директором був натураліст Антуан-Фортюне Маріон (1846—1900), який обіймав цю посаду наприкінці ХІХ століття.
Музей підпорядкований Міністерству вищої освіти та досліджень .

## Колекції
У музеї зберігається 83 000 зоологічних зразків, 200 000 ботанічних зразків, 81 000 скам'янілостей та 8 000 зразків мінералів. У 2014 році його відвідали 103 543 особи .
Музейний простір поділено на чотири виставкові зони:
- Salle safari (світова фауна).
- Salle de Provence (регіональна фауна та флора): розділ, присвячений дикій природі Провансу.
- Salle d'ostéologie : порівняльна анатомія .
- Salle de préhistoire, sur l'évolution : первісне суспільство та еволюція.

Музей також організовує конференції та виставки.